# Cratere Shklovsky
Shklovsky è un cratere sulla superficie di Fobos.